# 小行星4808
小行星4808（4808 Ballaero）是一颗绕太阳运转的小行星，为主小行星带小行星。该小行星于1925年1月21日发现。

## 轨道参数
小行星4808的轨道半长轴为2.6685044 UA，离心率为0.161。